# Lista de deputados estaduais do Rio Grande do Norte da 61.ª legislatura
Essa é uma lista de deputados estaduais do Rio Grande do Norte eleitos para o período 2015-2019.

## Composição das bancadas
| Partido | Líder               | Bancada | Posição  |
| ------- | ------------------- | ------- | -------- |
| PSDB    | José Dias           | 7 / 24  | Oposição |
| PMDB    | Gustavo Fernandes   | 3 / 24  | Oposição |
| PSD     | Dison Lisboa        | 3 / 24  | Governo  |
| DEM     | Getúlio Rêgo        | 2 / 24  | Oposição |
| PROS    | Albert Dickson      | 2 / 24  | Oposição |
| PCdoB   | Carlos Augusto Maia | 1 / 24  | Governo  |
| PPL     | Cristiane Dantas    | 1 / 24  | Governo  |
| PT      | Fernando Mineiro    | 1 / 24  | Oposição |
| PR      | George Soares       | 1 / 24  | Oposição |
| SD      | Kelps Lima          | 1 / 24  | Oposição |
| PSB     | Ricardo Motta       | 1 / 24  | Oposição |
| PHS     | Souza Neto          | 1 / 24  | Oposição |

## Atual Mesa Diretora
Mesa Diretora eleita para o Biênio 2015-2018
| Cargo              | Nome                | Partido |
| ------------------ | ------------------- | ------- |
| Presidente         | Ezequiel Ferreira   | PSDB    |
| 1º Vice-presidente | Gustavo Carvalho    | PSDB    |
| 2º Vice-presidente | José Adécio         | DEM     |
| 1º Secretário      | Galeno Torquato     | PCdoB   |
| 2º Secretário      | Hermano Morais      | PMDB    |
| 3º Secretário      | George Soares       | PR      |
| 4º Secretário      | Carlos Augusto Maia | PSD     |

## Deputados da 61ª Legislatura
Deputados Atuais da 61ª Legislatura da Assembleia Legislativa do Estado do Rio Grande do Norte do quatriênio 2015-2018
| Nome                                                  | Partido | Posição Política |
| ----------------------------------------------------- | ------- | ---------------- |
| Albert Dickson (Albert Dickson de Lima)               | PROS    | Oposição         |
| Carlos Augusto Maia (Carlos Augusto de Paiva Maia)    | PC do B | Governo          |
| Cristiane Dantas (Cristiane Bezerra de Souza Dantas)  | PPL     | Governo          |
| Dison Lisboa (Rudson Raimundo Honorio Lisboa)         | PSD     | Governo          |
| Ezequiel Ferreira (Ezequiel Galvao Ferreira de Souza) | PSDB    | Oposição         |
| Fernando Mineiro (Fernando Wanderley Vargas da Silva) | PT      | Oposição         |
| Galeno Torquato (Jose Galeno Diogenes Torquato)       | PSD     | Governo          |
| George Soares (George Montenegro Soares)              | PR      | Oposição         |
| Getúlio Rêgo (Getúlio Nunes do Rêgo)                  | DEM     | Oposição         |
| Gustavo Carvalho (Gustavo Henrique Lima de Carvalho)  | PSDB    | Oposição         |
| Gustavo Fernandes (Gustavo Régio Torquato Fernandes)  | PMDB    | Oposição         |
| Hermano Morais (Hermano da Costa Moraes)              | PMDB    | Oposição         |
| Jacó Jácome (Jacob Helder Guedes de Oliveira Jácome)  | PSD     | Governo          |
| José Adécio (José Adecio Costa)                       | DEM     | Oposição         |
| José Dias (José Dias de Souza Martins)                | PSDB    | Oposição         |
| Kelps Lima (Kelps de Oliveira Lima)                   | SD      | Oposição         |
| Larissa Rosado (Larissa Daniela da Escóssia Rosado)   | PSDB    | Oposição         |
| Márcia Maia (Márcia Faria Maia Mendes)                | PSDB    | Oposição         |
| Nelter Queiroz (Nelter Lula de Queiroz Santos)        | PMDB    | Oposição         |
| Raimundo Fernandes (Raimundo Nonato Pessoa Fernandes) | PSDB    | Oposição         |
| Ricardo Motta (Ricardo José Meirelles da Motta)       | PSB     | Oposição         |
| Souza Neto (Manoel Cunha Neto)                        | PHS     | Oposição         |
| Tomba Farias (Luiz Antônio Lourenço de Farias)        | PSDB    | Oposição         |
| Vivaldo Costa (Vivaldo Silvino da Costa)              | PROS    | Oposição         |